# Rothschildowie

herb rodziny Rothschildów

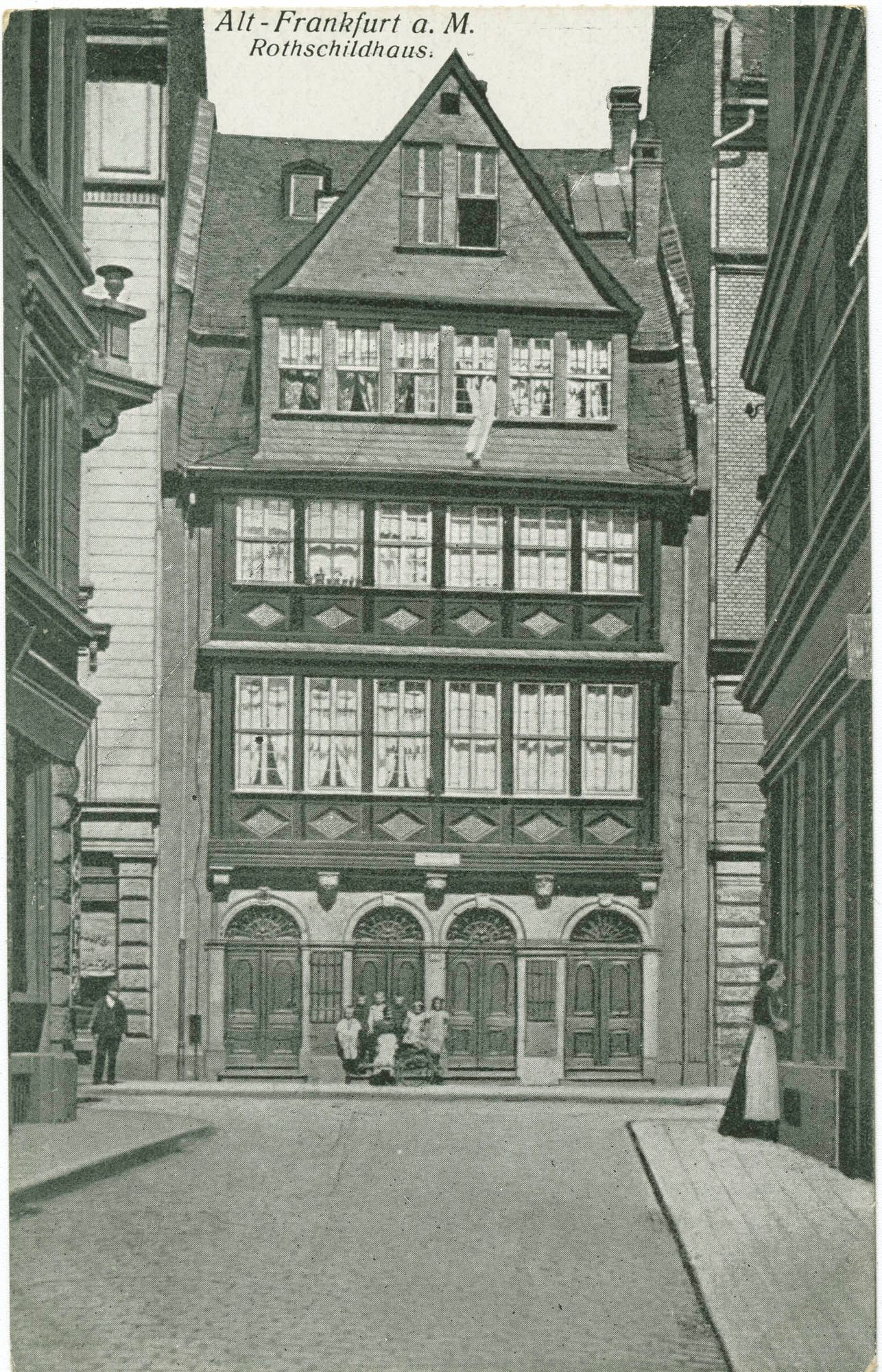
Dom Rothschildów przy frankfurckiej Judengasse

Rothschildowie, Rotszyldowie (niem. Rothschild) – żydowska rodzina bankierska, wywodząca się z Frankfurtu nad Menem.
Fortuna Rotszyldów (1,8 mln funtów w 1812 r. i 34,3 mln funtów w 1875 r.) wiązała się z wojnami napoleońskimi, udzielaniem pożyczek władcom i ze spekulacjami. Kredyty Rotszyldów zasilały budżety państw, niemieckich wolnych miast, finanse przedsiębiorstw produkcyjnych i towarzystw kolejowych.
Rodzina często jest przedmiotem teorii spiskowych o charakterze antysemickim.

## Pochodzenie
Nazwisko Rothschild jest nazwiskiem niemieckim, wywodzącym się od określenia domu z czerwonym szyldem (język średnio-wysoko-niemiecki: rōt „czerwony” + schild „tarcza”, „znak”, „szyld”), nazwą odnotowaną już w XIII wieku.
Rodzina pochodzi z tak oznaczonego domu w dzielnicy żydowskiej we Frankfurcie nad Menem. Jej protoplastą był Isaac Rothschild, który osiedlił się w tym mieście w 1530 roku. W latach sześćdziesiątych XVIII wieku młody Mayer Amschel Rothschild (1744–1812) założył kantor finansowy. Był też doradcą finansowym landgrafa Hesji w Hanau. W 1867 rodzina przeniosła się do domu Pod Zielonym Szyldem (Zum Grünen Schild).
Na początku XIX wieku jego pięciu synów rozpoczęło ekspansję rodzinnej firmy:
- w 1809 Nathan Mayer Rothschild (1777–1836) rozpoczął działalność w Londynie (N M Rothschild & Sons(inne języki)),
- w 1812 James Mayer Rothschild (1792–1868) w Paryżu (de Rothschild Frères),
- w 1820 Salomon Rothschild (1774–1855) w Wiedniu (S M von Rothschild(inne języki)),
- w 1821 Kalman Rothschild (według innych źródeł: Carl Mayer von Rothschild) (1788–1855) w Neapolu
- zaś najstarszy Amschel Mayer Rothschild (1773–1855) kontynuował działalność we Frankfurcie nad Menem.

## Tytuły szlacheckie

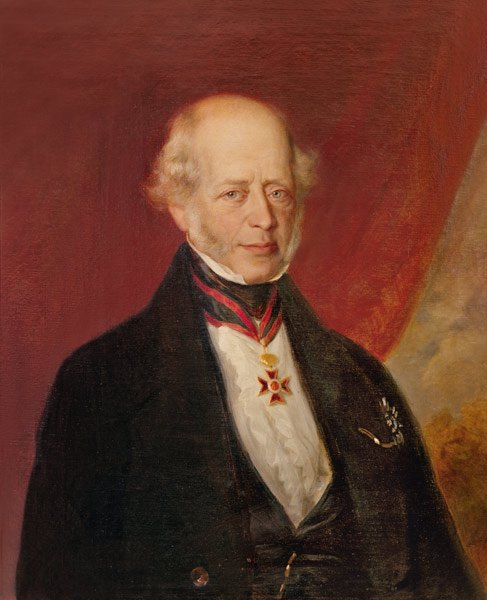
Amschel Mayer Rothschild

W 1816 czterej bracia otrzymali tytuły baronów z rąk cesarza austriackiego Franciszka I. W 1818 tytuł otrzymał również Nathan.

## Działalność finansowa
Podejmowali spektakularne przedsięwzięcia, m.in. w 1814 finansowali koalicję antyfrancuską podczas kampanii napoleońskiej (przy czym Nathan Mayer Rothschild de facto niemal samodzielnie finansował brytyjskie działania wojenne), gorączkę złota w Kalifornii i Australii, budowę kanału Sueskiego, rozwój kolejnictwa w Anglii, Francji i Hiszpanii w 1887 rozwijali przemysł wydobycia kamieni szlachetnych w Afryce (De Beers) i Indiach oraz przemysł naftowy, np. w okolicach Baku i Batumi. Syn Natana – baron Lionel Nathan Rothschild (1808–1879), był pierwszym posłem do Izby Gmin pochodzenia żydowskiego.
Od 1852 przez ponad 40 lat bank londyński prowadził Mennicę Królewską. W czasie kryzysu w 1929 rodzina uratowała przed upadkiem ówcześnie największy bank kraju Creditanstalt.
W czasie II wojny światowej nie funkcjonowały banki w Paryżu i Wiedniu. Szereg członków rodziny było prześladowanych. Niektórzy znaleźli schronienie w Stanach Zjednoczonych. Jedna osoba (katolicka żona jednego z braci Rothschildów) została złapana przez Niemców i osadzona w obozie koncentracyjnym Ravensbrück, gdzie zginęła. Jej mąż uciekł do Londynu.

## Syjonizm
Znaczna część rodziny wspomagała powstanie państwa Izrael, choć pewna grupa Rothschildów aktywnie sprzeciwiała się tej ideii (np. Lionel de Rothschild założył antysyjonistyczną League of British Jews). Edmond James de Rothschild jest patronem pierwszego osiedla w Palestynie w Riszon le-Cijjon, które wspierał m.in. w 1887 zakładając tam winnicę.

## Współczesna działalność
Po 1960 powrócono do operacji na rynku amerykańskim (Rothschild Inc.). W 1963 powstała w Genewie La Compagnie Financière Edmond de Rothschild. W 1981 bank francuski został znacjonalizowany przez socjalistyczny rząd François Mitterranda. Rothschildowie podjęli decyzję o utworzeniu nowego banku pod nazwą Rothschild & Cie Banque. W 1989 we Frankfurcie nad Menem założył swoją spółkę bank londyński N M Rothschild & Sons. W obliczu postępującej konkurencji i koncentracji kapitału w 2003 banki – londyński, nowojorski i paryski utworzyły holding Rothschilds Continuation Holdings AG. Od 2005 w 20% jest własnością korporacji Jardine, Matheson & Co. z Hongkongu.
Rothschild to również wina z okolic Bordeaux – od 1853 Château Mouton Rothschild, od 1868 Château Lafite-Rothschild, z Płd. Afryki i Argentyny.
Rothschildowie posiadali majątki w całej Europie, m.in. na Śląsku, w latach 1844–1936 pałac w Chałupkach oraz 1845–1938 pobliskie Šilheřovice (Czechy).
Od 1999 w Warszawie działa należący do grupy przedsiębiorstw rodziny bank inwestycyjny pod nazwą RCF Polska Sp. z o.o.
Nazwisko to przyjęło też wielu niezwiązanych z rodziną Żydów aszkenazyjskich.